# Novák Krizosztom József
Novák Krizosztom József (Novák Chrysoston János) (Zalabér, 1744. április 5. – Pannonhalma, 1828. október 20.) pannonhalmi főapát, történész.

## Élete
Nemes szülők gyermeke. Középiskolai tanulmányait Sopronban végezte. 1761. november 19-én Pannonhegyen a Szent Benedek-rendbe lépett és a bölcseletet 1764. augusztus 12-ig Tihanyban, a hittudományokat négy évig Pannonhalmán hallgatta. 1768. május 22-én miséspappá szenteltetett fel. Ezután Somogyi Dániel főapát tudományos tapasztalatszerés végett Salzburgba küldte, itt volt a németországi benedeki ifjaknak legvirágzóbb és jóhírű nevelőintézetük. Két évvel később hittani, bölcseleti, törvény-, történelem- és diplomatikai ismeretekkel tért vissza Pannonhalmára, ahol 1770-ben a bölcselet, később pedig a hittan tanárává nevezteték ki. 1772. július 12-én bölcseletdoktori oklevelet nyert.
1784-ben bakonybéli apát lett és a majdnem dülőfélben levő monostort templomával együtt helyreállította és annak birtokait rendezte, az igaztalanul elfoglaltakat törvényes úton vissza is követelte. Szerzete azonban 1786. december 4-én József császár parancsára föloszlattatott és ő a szentgróti (Zala megye) nemzetségi jószágára vonult. Hat évet töltött itt, idejének nagyobb részét tudományoknak szentelve. Az 1791. évi országgyűlés alatt Pozsonyba ment és apáttársaival együtt szerzete visszaállítását sürgette. Tevékenyen részt vett a tudományszakbeli országos küldöttség munkálkodásában; ezért 1793-ban a pécsi tanulmányi kerület főigazgatásával tisztelték meg, mely hivatalt 1802-ig viselte, amikor szerzete április 25-én visszaállíttatott és ő mint az egyetlen életben lévő bencés apát kapta meg a királyi kinevezést a pannonhalmi főapátság élére.
Fő gondját a gazdaság célszerű elrendezésén kívül, új tagok nevelésére fordította, akiknek kiképzésére Pannonhalmán és Győrött nevelőintézetet, szépirodalmi, bölcseleti és hittani iskolákat nyitott. A visszaállítási oklevélben kitűzött tíz gimnáziumot tanítókkal kellett ellátnia, s kettőn kívül, melyek helyett 1816-ban a győri és pozsonyi akademiákban a bölcseleti kart engedték át, időnként el is látta. A székesegyházat hat új márvány oltárral és ritka szépségű egyházi öltözetekkel ékesítette, a központi könyvtárt pedig több mint 40 000 kötettel gazdagította.
Kedvelt tudományai voltak a hittan, esztétika, bölcselet, dialektica, törvény, történelem, diplomatika és a latin irodalom. Magyarul legörömestebb beszélt, németül is olvasott, de csak szükségben beszélt. 1816-ban nyugalomba vonult. Hátralévő éveit folytonos olvasással tölotte. Meghalt 1828. október 20-án Pannonhalmán, anélkül, hogy életében orvosságot használt volna.

## Munkája
- Vindiciae diplomatis, quo S. Stephanus primus Hungariae rex monasterium S. Martini de S. Monte Pannoniae ord. S. Benedicti anno MI fundaverat. Budae, 1780 (írtak ellene s mellette többen névtelenül, így Benczur József, Gánóczi Antal sat. Libelli cz. alatt)

Pásztori levelet is adott ki XII. Leó pápa jubileumakor.
Kéziratban vannak a pannonhalmi apátság könyvtárában: levelei 1777-ig; egyházi szónoklatai 1762-86-ig; Theses univ. Theol. 4rét 38 lap; Dictio dedicatoria exc. ill. ac rev. dom. comes et praes. Franc. Zichy de Vásonkeő, ep. Jaurin.